# Останкино (парк)
Оста́нкино — один из старейших московских парков, расположенный на территории дворцово-паркового ансамбля XVIII—XIX веков. В нём находится музей-усадьба Останкино, до революции принадлежавшая роду Шереметевых. В 1932 году в бывшем графском имении была организована общественная парковая зона. На 2014 год площадь парка составляла около 71 га.

## История

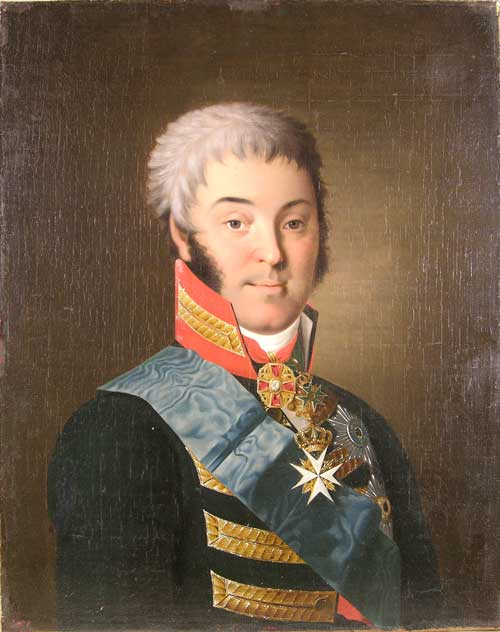
Портрет Николая Шереметева работы Николая Аргунова, 1801—1803 года

### Владения Останкино

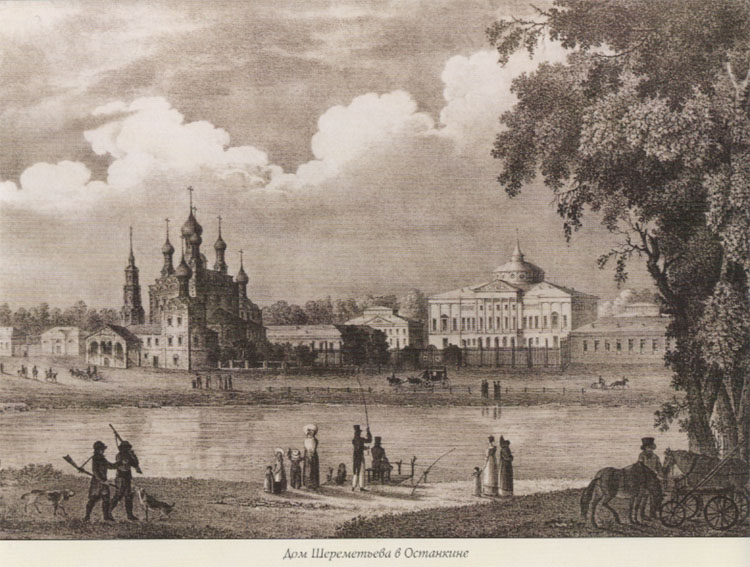
Вид на усадьбу Шереметевых, изображение XIX века

Первое упоминание относится к XVI веку — тогда на этой территории находилась деревня Осташкино (позднее — Останкино), принадлежавшая хранителю государственной печати дьяку Василию Щелкалову. Согласно письменным источникам, около 1584 года в его владениях были построены боярский дом и Троицкая церковь, посажена роща и устроен пруд. В роще, давшей начало Останкинскому парку, росли вековые кедры и дубы, сохранившиеся до XVIII века.
В 1601 году Останкино перешло во владение князя Ивана Черкасского и оставалось в собственности рода на протяжении 120 лет. В 1743 году Варвара Алексеевна Черкасская, дочь наиболее известного представителя фамилии, вышла замуж за графа Петра Шереметева, объединив два богатых и знатных российских рода. С 1743 по 1917 год Останкино принадлежало Шереметевым.
При Петре Шереметеве в Останкино усадьба вновь была перестроена, разбит первый регулярный сад. Согласно генеральному плану межевания, составленному в 1766 году, планировка усадьбы была простой: дорога из Москвы проходила мимо плотины пруда, за которым располагались церковь и регулярный сад квадратной формы, пересеченный прямыми аллеями. За главной аллеей должен был располагаться графский «увеселительный» дом. С севера, запада и юга сад окружён лесом, а с востока к нему примыкают помещения для дворцовых служащих и мастеровых. Для графа Петра Борисовича Останкино служило более хозяйственной вотчиной, нежели резиденцией. При нём в теплицах и оранжереях сада выращивались лимоны, персики, фиговые и оливковые деревья. В саду также выращивался сибирский кедр и цветники.

### Территория усадьбы
Николай Шереметев, вернувшись в Россию из поездки за границу, задумал построить в своих владениях «пантеон искусств». В 1792 году в Останкино началось строительство здания дворца-театра по проекту архитекторов Франческо Кампорези, Ивана Старова и Винченцо Бренна, завершившееся спустя три года.
На рубеже XVIII—XIX веков окончательно сформировался облик приусадебного Останкинского парка, по традиции того времени состоявшего из двух частей — регулярной «французской» и «английской» пейзажной. Разбивка парковой зоны была поручена садовникам-иностранцам Карлу Рейнерту, Иогану Манштатту, Петру Ракка. Увеселительный сад был организован на основе нескольких элементов ландшафтной архитектуры: регулярной части с двумя аллеями, партера, опоясанного аллеями «берсо», насыпной горки Парнас. В этой части парка располагался также «собственный садик» и кедровая роща. Аллеи, примыкающие к главному дому, были украшены мраморными статуями и вазами. Вторая часть парка — Прибавочный сад — был выполнен в английском пейзажном стиле, в нём были проложены дорожки и устроены павильоны и беседки. Для прогулок и катания на лодках в парке были обустроены пруды. Шереметевы часто устраивали представления и праздники, на некоторых из которых присутствовали даже российские императоры.
Композиция парка поддерживалась в течение нескольких десятилетий, но к 1830 годам начала приходить в упадок — подошла к концу «золотая» эпоха дворянских усадеб. В конце XIX века приусадебная территория Останкино начала застраиваться дачами, а парк превратился в место прогулок горожан. После революции в графском дворце открыли Музей творчества крепостных, поскольку именно они были архитекторами, строителями усадьбы и актёрами на её сцене.

### ПКиО имени Дзержинского
В 1932 году на территории бывшего дворцово-паркового ансамбля графов Шереметевых был организован Парк культуры и отдыха, названный в честь Феликса Дзержинского. План парка разработали архитекторы Виталий Долганов и Юрий Гриневицкий.
Устройство ПКиО входило в план озеленения столицы за счет создания новых лесопарковых зон и реконструкции имеющихся городских пространств. На территории парка были обустроены читальные веранды, открытые эстрады и павильоны.

Как отмечали авторы альбома «Архитектура парков СССР», ведущим элементом парка имени Дзержинского была сохраняемая растительность. Композиция дубовых насаждений дополняется архитектурой небольших павильонов и скульптурными изображениями. Авторы добавляют: 
Пейзажный, слегка интимный характер всей планировки оправдывается тем, что этот парк непосредственно
связан с Всесоюзной сельскохозяйственной выставкой и является ее зоной отдыха.
В 1976 году парк был включен в состав ВДНХ, а в 1991-м переименован в Останкинский. Фактически же граница между ВДНХ и парком «Останкино» стала полностью открытой лишь в 2014 году, когда был демонтирован разделительный забор между территориями.

## Современное состояние
В 2014 году Останкинский парк открылся после генеральной реконструкции. Согласно плану, территория получила исторический облик архитектурного ансамбля XVIII—XIX веков, но была полностью приспособлена под нужды современного города. В парке проложили велодорожки и специальные тропы для конных прогулок, оборудовали площадки с тренажерами, открыли пруд с фонтанами, лодочную станцию, танцплощадку. В парке находятся пейнтбольный и конный клубы и создан крупнейший в Европе скейт-парк под открытым небом (по состоянию на 2021 год скейт-парк находится на реконструкции). Здесь также действует парк театральных скульптур, расположенный вдоль Ботанической улицы.
Реконструированы пруды Останкинские, сделаны качественные дорожки, тропинки, в том числе специальная конная трасса, достаточно большая зона сделана для скейт-парка, скейт-парк „Останкино“ будет самым крупным в Европе. Вся эта территория примыкает непосредственно к ВДНХ и принято решение сделать это единым парковым комплексом.Сергей Собянин
С севера Останкинский парк граничит с Ботаническим садом РАН, а с северо-востока примыкает к ВДНХ. В 2014 году эти три территории были объединены в самую большую зону отдыха в Москве площадью 540 га. Площадь непосредственно Останкинского парка составляет около 71 га, десять из которых занимает комплекс музея.
Летом 2017 года парк Останкино на ВДНХ стал местом проведения III фестиваля искусств «Вдохновение». В пространстве парка с помощью объемных проекций были созданы движущиеся картины и персонажи световых и кинетических скульптур.
В 2022 году открылся новый экомаршрут через ВДНХ и парк Останкино протяженностью в 2,51 километра, во время прогулки по которому можно увидеть редких животных, занесенных в Красную книгу. Посетители могут пройти по экотропе, высота конструкции которой достигает 6,5 метров, а общая длина составляет около 500 метров.
В сентябре 2024 года при входе в парк со стороны 1-й Останкинской улицы был открыт памятник поэту и политическому деятелю Российской империи Гавриилу Романовичу Державину.

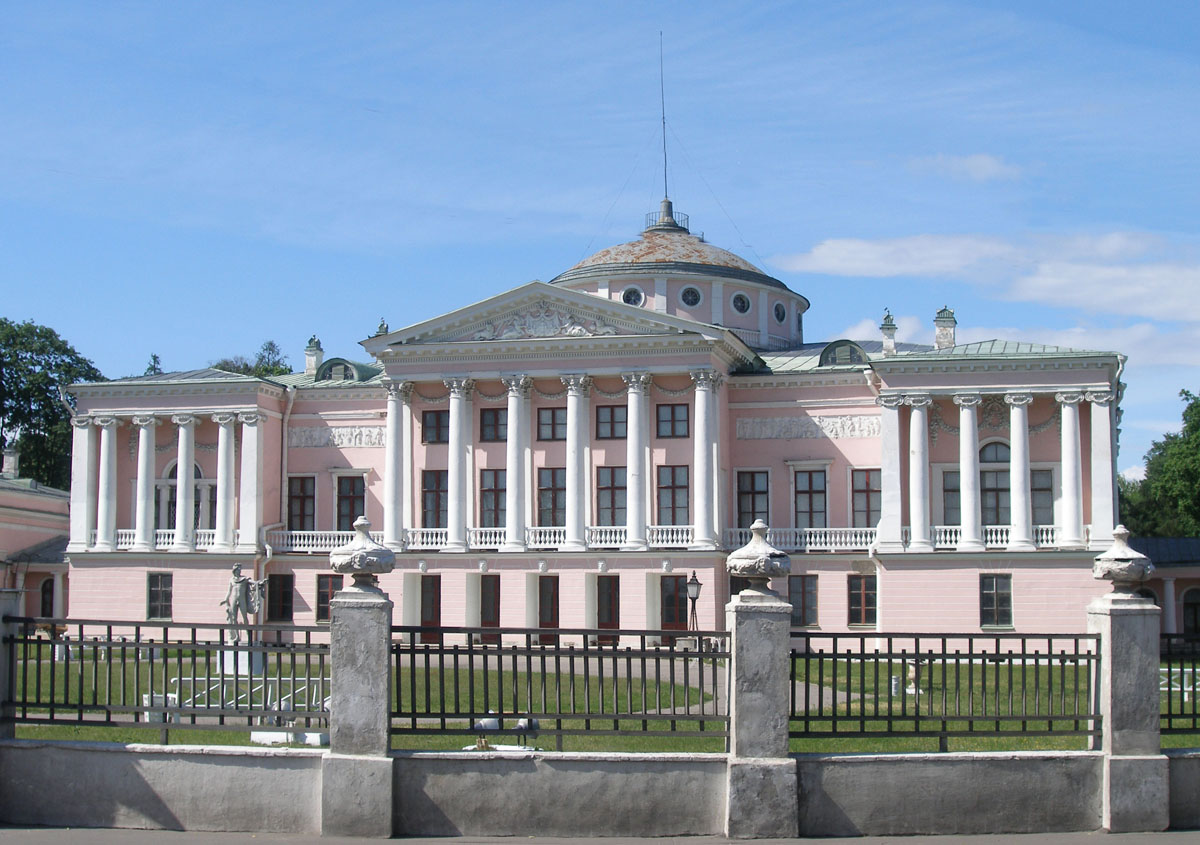
Здание дворца-театра, 2007 год
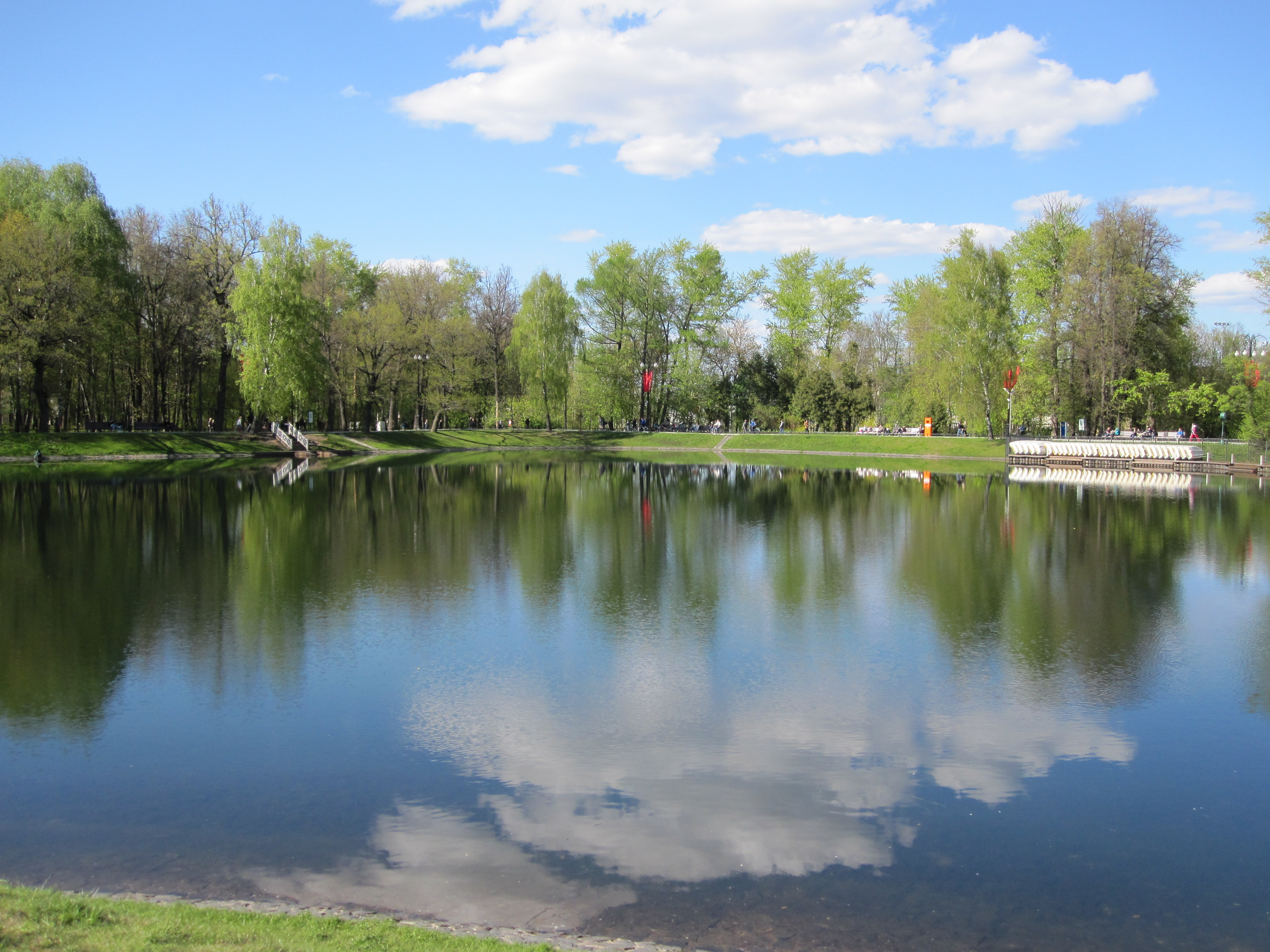
Пруд в Останкинском парке, 2017 год
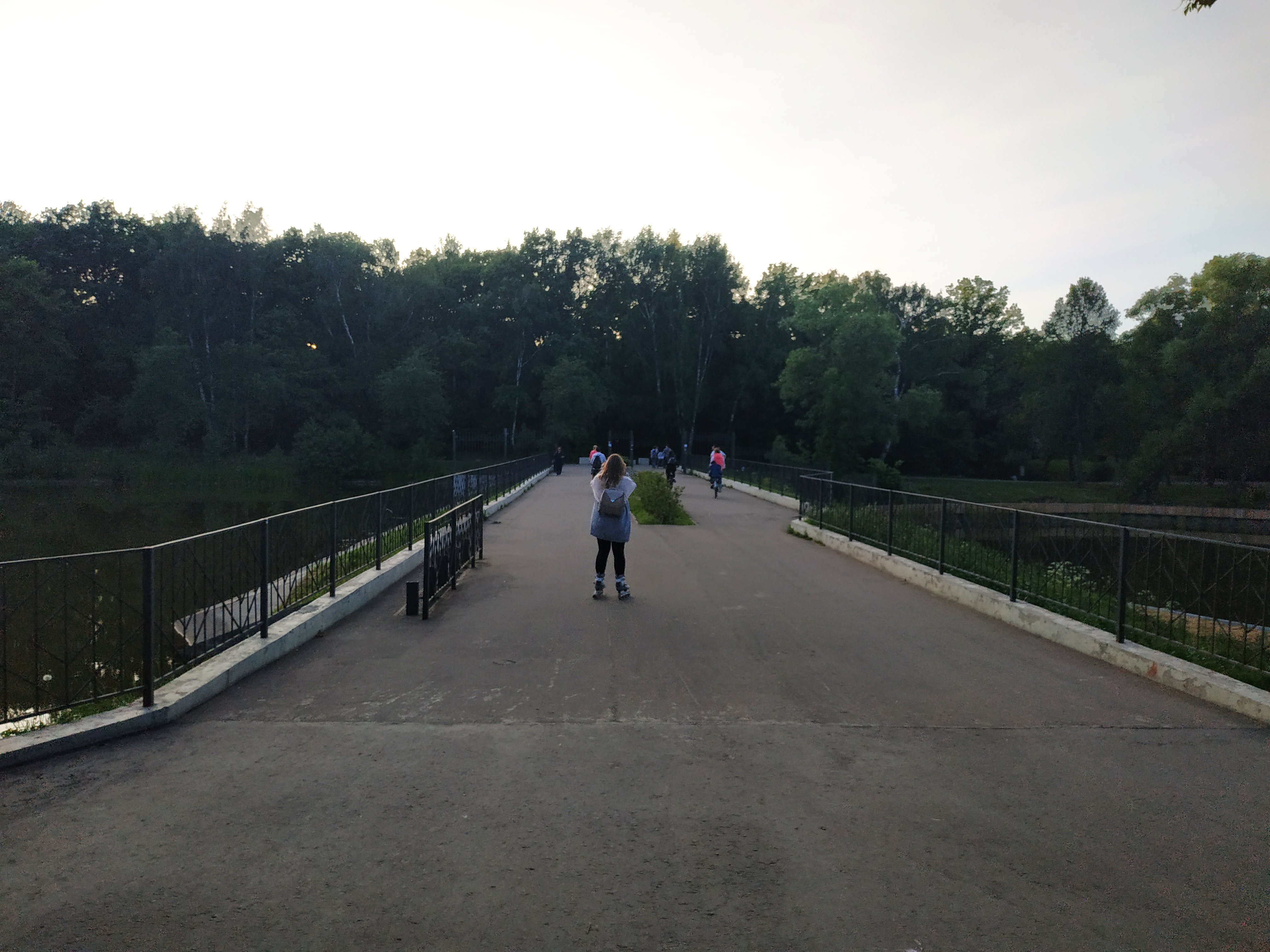
Переход в Ботанический сад
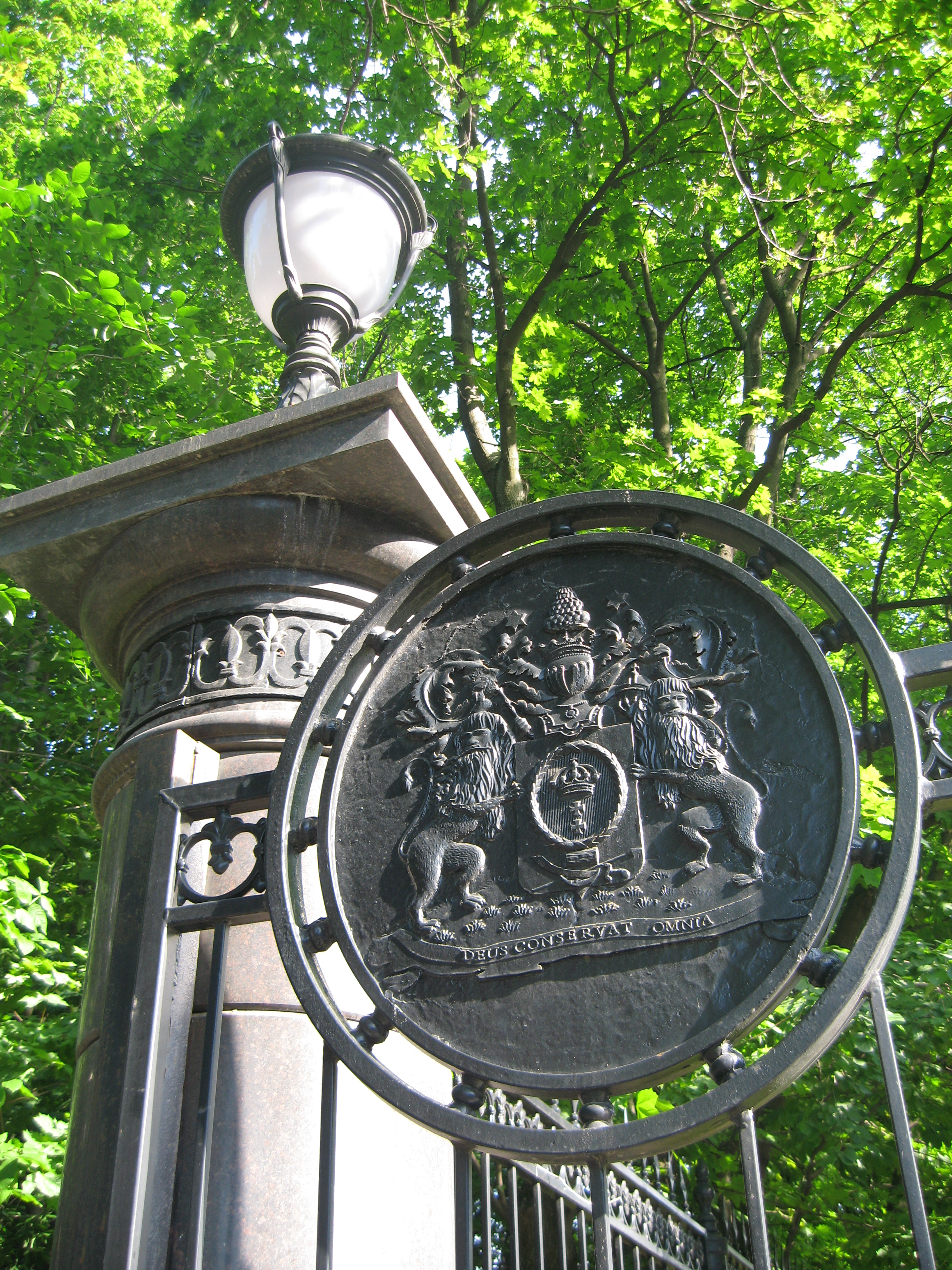
Герб Шереметевых на ограде парка после её замены

## Список литературы
1. Архитектура парков СССР / Казаков М. П., Прохорова М. И.. — М., 1940.
2. Жукова А. В. Останкино // Прогулки по Москве. Дворцы, усадьбы, парки (Путеводитель для пешеходов). — М.: АСТ, 2017. — С. 41—45. — ISBN 978-5-17-102666-0.
3. Муравьева Т. В. Останкино // Венок московских усадеб. — М.: Вече, 2009. — С. 180—218. — ISBN 978-5-9533-2197-6.
4. Низовский А. Ю. Останкино // Самые знаменитые усадьбы России. — М.: Вече, 2000. — С. 115—122. — ISBN 5-7838-0792-3.